# Rue Jules Lejeune 37
 (juin 2021).
La demeure située Rue Jules Lejeune 37 est une maison unifamiliale, aujourd’hui aménagée en différents appartements[pas clair][Où ?][Quand ?], présentant dans sa façade côté rue, une mise en scène harmonieuse de différents matériaux que l’on retrouve dans l’architecture bruxelloise de l’entre-deux-guerres, telles que la pierre bleue petit granit, la pierre blanche artificielle avec simili et brique spéciale de parement créant ainsi des motifs et reliefs géométriques comme un leitmotiv du style Art déco qui commence depuis la construction du palais des Beaux-Arts par l’architecte belge Victor Horta (1861-1947), à se développer dans la capitale belge. 
L’Art Déco apparait comme une réaction à l’Art nouveau. La plasticité de l’ornement évolue, les courbes laissent de plus en plus place à la géométrie. L’ornementation apparait de manière plus ponctuelle.
Ce projet de l’architecte Josselet se démarque dans la rue Jules Lejeune par sa monumentalité, sa hauteur et son nombre de détails qui la mettent en avant par rapport aux autres maisons qui lui sont adjacentes. Cette façade témoigne d’un style nouveau qui va se propager jusqu’à la période moderne où l’on retrouvera encore des traces d’Art déco dans la modélisation des façades bruxelloises.

## Histoire
La zone dans laquelle s’implante la maison, fut pour l’époque un lieu de création totalement libre. En 1902, le plan général d’alignement et d’expropriation, dessiné par le géomètre César Boon est approuvé par l’architecte urbaniste Victor Besme (1834-1904), ayant pour but de relier Uccle, Ixelles et Forest par des axes routiers plus larges. C’est aussi à cette époque, que le quartier de Tenbosch (1864) et le quartier de Berkendael (1902) sont définis. Un terrain de 110 Hectares se libérait dont 42 situés dans la commune d’Ixelles. De riches privés désireux de s’installer dans ces nouveaux quartiers bordant Ixelles, Forest, Uccle, Saint-Gilles ainsi que le pentagone bruxellois y firent construire de nouvelles demeures témoignant de différents mouvements architecturaux (Art déco, éclectisme, modernisme). La maison concernée fut l’objet de la commande du Baron Henry de Greindl résidant  auparavant au 33 rue du Champ de Mars en bordure de la commune d’Ixelles. Celui-ci souhaitait construire une maison de rapport à trois étages joignant la propriété de M. Thomas[réf. nécessaire].

## Description de la façade

### Rez-de-chaussée
L’ensemble de la façade, travaillé en polychromie (trois teintes), s’installe sur deux travées non symétriques pour les trois premiers niveaux des cinq qui la composent. 
La façade est précédée d’un petit jardin bordé par une barrière en fer forgé créant des formes géométriques rectangulaires récurrentes. Cette barrière est amorcée au sol par une assise en pierre bleue qui borde le jardin et rejoint le soubassement  de la façade également en pierre bleue. Ce soubassement s’étale sur les deux premiers mètres de la façade avant de laisser place à la brique  lisse et à la simili pierre blanche. Au centre de ce premier niveau (rez-de-chaussée), on retrouve un premier motif géométrique rectangulaire, sculpté dans la pierre bleue. Celui-ci est bordé à droite par l’entrée et à gauche par une large fenêtre en triplet. La fenêtre est divisée en deux parties. La partie basse, à hauteur d’homme est composée de trois vitres régulières en verre transparent alors que la partie haute est composée de trois vitraux en carreaux rectangulaires transparents adjoints d’un motif central tombant en vitraux blanc et bleu. La division entre ses deux parties de la fenêtre s’aligne à la limite du soubassement en pierre bleue de la façade. L’entrée excentrée sur la travée droite se présente aussi en trois parties. La porte vitrée centrale est bordée de part et d’autre de fenêtres en verre régulier transparent.  Là aussi, on retrouve la partie haute des fenêtres traitée en vitraux rectangulaires également adjoints de motifs blanc et bleu au centre de la baie d’imposte. La porte et les fenêtres qui créent cet ensemble, sont devancées par un large barreaudage en fer forgé rappelant la barrière bordant le jardin qui précède la façade. Les meneaux en bois des baies sont peints en bleu foncé, amenant ainsi de la profondeur de manière ponctuelle dans la façade. Au-dessus de l’agencement de fenêtre du rez de la travée gauche ainsi qu’au-dessus de l’agencement de fenêtre avec la porte de la travée droite, on retrouve des briques lisses verticales qui accentuent la verticalité du bâtiment et tirent le regard vers le haut. Des pierres blanches d’angle sont posées aux deux coins supérieurs de ces deux arrangements de briques pour amorcer le premier et le deuxième étage majoritairement composés de pierres blanches taillées.

### Premier et deuxième étage
Les deux premiers étages qui surmontent le rez, sont composés quasiment à l’identique.  À gauche, deux oriels l’un au-dessus de l’autre sont amorcés par un surplomb trapézoïdal en pierre blanche. Cette amorce est additionnée d’un bandeau en pierre sculptée qui se prolonge sur la travée gauche ou l’on retrouve également une amorce trapézoïdale en surplomb mais qui n’est pas continuée par deux oriels empilés mais plutôt par deux fenêtres travaillées en triplet plus étroites qu’au rez-de-chaussée. De part et d’autre de la façade, on retrouve une large bande en pierre blanche, qui intègre fenêtres et oriels, couvrant les deux premiers étages de la maison. Les fenêtres des oriels ainsi que les fenêtres en triplet de la travée droite sont composées comme au rez-de-chaussée, en deux niveaux. 
La partie basse est en verre régulier transparent et la partie haute en vitraux composés de carreaux rectangulaires avec motif central. Les allèges des oriels et des fenêtres sont jointes de motifs rectangulaires centraux. Au centre du linteau trapézoïdal du premier oriel, des motifs en trois gouttes, que l’on retrouve aussi aux centres des amorces qui lient rez-de-chaussée et les étages supérieurs, sont sculptés. À droite, entre les fenêtres du premier et du deuxième étage, on retrouve un large cartouche présentant des reliefs symétriques et géométriques. Ces deux fenêtres sont bordées de bandes tombantes sculptées en pierre blanche.

### Troisième étage
Le troisième niveau est composé d’une loggia s’étalant sur les deux travées. Celle-ci est soutenue par trois pilastres engagés délimitant les deux travées. Le pilastre central nait juste au-dessus du rez-de-chaussée grâce à une console en pierre blanche sculptée géométriquement. Les deux pilastres externes prennent naissance dès l’assise en pierre bleue. 
Tous les trois viennent se terminer par une console en pierre blanche sculptée de motifs rectangulaires. La dalle de la loggia légèrement saillante vient se marquer par la présence d’un tore sculpté dans la pierre blanche reliant les deux travées. Deux larges portes vitrées, bordées de deux fenêtres, sont situées au fond de la loggia sur chaque travée. Cet ensemble de fenêtres est traité de la même manière qu’aux étages inférieurs. La partie haute est composée de vitraux et la partie basse de verre régulier transparent. Le trumeau sépare les deux ensembles vitrés de la loggia et présente un jeu d’alternance de briques rouges et de pierres blanches permettant ainsi d’éclaircir cette partie de la maison moins lumineuse. On y distingue aussi une symétrie dans les motifs rectangulaires.
Le pourtour de l’avant corps de la loggia est traité en pierres blanches taillées. Deux pilastres  terminés par deux amortissements sculptés de motifs rectangulaires viennent soutenir une partie de toiture horizontale. Ces deux colonnes sont accompagnées de motifs tombants qui accentuent la verticalité du bâtiment. Un garde corps en fer forgé similaire aux barrières bordant le jardin, vient fermer la loggia. Une console en pierre blanche vient soutenir, au centre du trumeau, la toiture horizontale de la loggia. 

### Combles
La façade se termine par un brisis vertical en ardoise précédent la toiture plate. Trois lucarnes rectangulaires en vitraux rappelant la partie haute des fenêtres des étages inférieurs viennent percer ce dernier niveau de façade. La  toiture est serrée par deux cheminées en pierre blanche qui tirent la bâtisse en hauteur.

## Photos

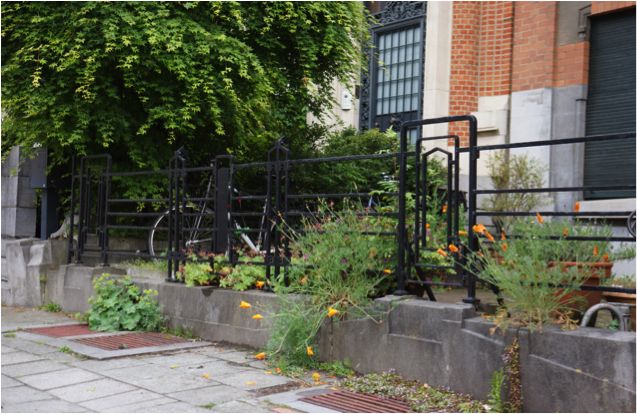
Barrière bordant le jardinet
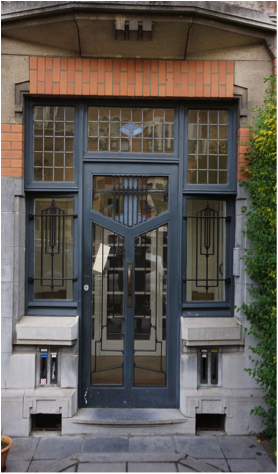
Entrée au pied de la travée droite.
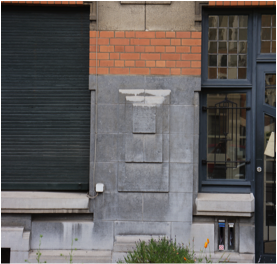
Motifs géométriques centraux du rez-de-chaussée
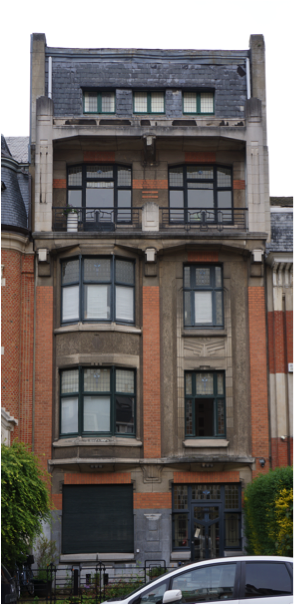
Façade du numéro 37 rue Jules Lejeune
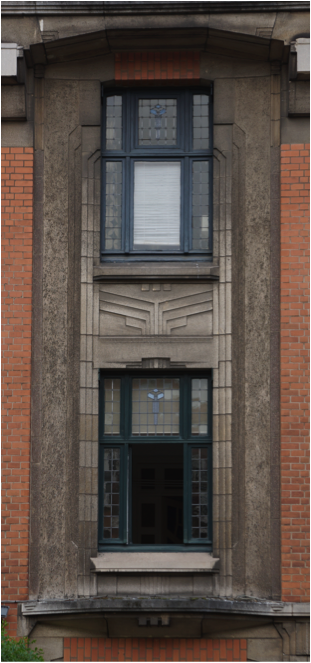
Fenêtres du premier et du deuxième étage de la travée droite.
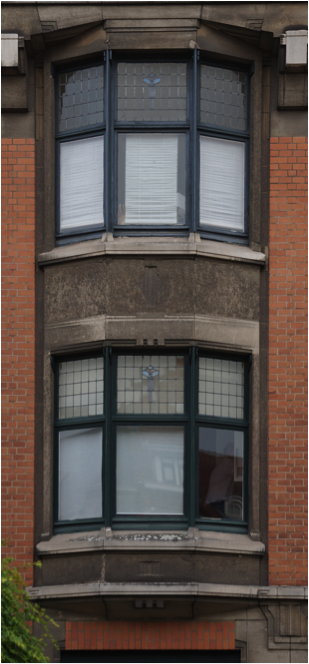
Oriels du premier et deuxième étage de la travée gauche.
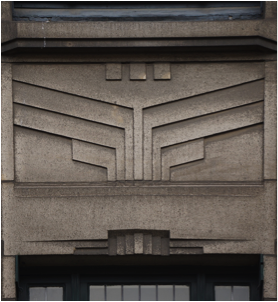
Cartouches du centre de la travée droite.
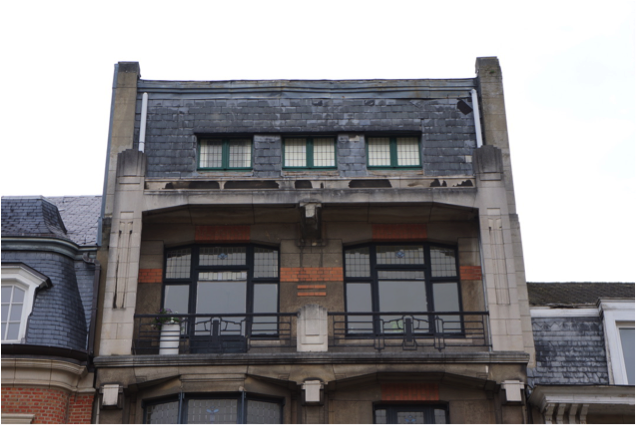
Loggia du troisième étage.
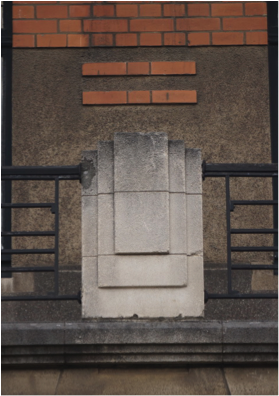
éléments géométriques de la loggia